# DNCE
DNCE是一個來自美國加利福尼亞州舊金山的流行搖滾樂團。樂團的成員包括了喬·強納斯、Jack Lawless、Jinjoo Lee、Cole Whittle。
2015年，樂團和Republic唱片簽約並發行他們的第一支單曲"海边甜情"，這首歌在各個領域都有很好的成績，也在告示牌百強單曲榜（Billboard Hot 100）達到第9名的成績。他們的首張EP，Swaay在發行後更廣受好評。他們同時也獲得2016年青少年選擇獎（2016 Kids' Choice Awards）的最受歡迎新人獎提名，以及2016年迪士尼電台音樂獎（2016 Radio Disney Music Awards）的最受歡迎新人、最適合對嘴歌曲和最夯歌曲的提名。

## 經歷
DNCE最初是在主唱喬·強納斯和鼓手Lawless一起住的時候萌生了組團的想法，然而因為兩人都十分忙碌因此一直沒有成功組團。2015年，Jonas、Lawless、Lee三個人正式組團成立DNCE，而後也馬上開始製作他們的首張專輯。儘管專輯的製作一直有在進行，然而他們一直找不到第四位合適的團員加入樂團中。隨後，喬·強納斯在製作首張專輯時，和Semi Precious Weapons的詞曲作家Justin Tranter一起合作，也因此結識了同團的Cole Whittle，兩人隨即成為好友，最後Whittle加入DNCE成為他們的第四位成員。
DNCE是由為了專輯寫的一首歌的歌名而成，歌詞當中主要在描述一個人喝得太醉了而無法將跳舞(Dance)講清楚。Jonas表示團員們選擇DNCE作為團名的原因也因為DNCE代表著他們四個人的組合因不完美而完美("imperfect awesome[ness] of the four of [them] together")。JinJoo則表示，如同DNCE的發音，在生活中你並不需要是位完美的舞者才能跳舞。他們在紐約已經有著許多秘密演出，用來預演他們即將開始的巡迴演出以及展演。2015年9月，他們成立了官方的Instagram帳號，在9月10號，Jonas便在他個人的帳號中放上樂團MV的預告片，並標記樂團的帳號。

## 成員
- Joe Jonas：主唱(2015-至今)，喬·強納斯最初因為強納斯兄弟樂團而在歌唱以及演藝方面聞名，他們曾在2006-2009間發行了四張專輯並在全球銷售了超過1700萬張。在2011年，喬·強納斯發行了首張個人專輯《光速生活》（英語：Fastlife）。2013年，強納斯兄弟原本預計發行第五張專輯，然而最後並未成功發行，也在同年他們正式宣布解散。
- Cole Whittle：貝斯手、鍵盤手、合音(2015-至今)，Whittle 因在Semi Precious Weapons中擔任貝斯手而聞名，該樂團在巡演期間共發行了三張專輯，最後一張專輯則在2014年發行。
- Jack Lawless：鼓手、打擊手、合音(2015-至今)，Lawless在強納斯兄弟2007年Marvelous Party Tour巡迴演唱會當中擔任鼓手。
- Jinjoo Lee：吉他手、合音(2015-至今)，南韓人，和Lawless一樣曾經在強納斯兄弟巡迴演唱會當中擔任吉他手。2010-2011年間，她是希洛·格林巡演樂團中的一員，後來則和Charli XCX合作。

## 專輯列表
- Swaay#Track_listing

## 演出列表
| Year | Title        | Role                           | Notes    |
| ---- | ------------ | ------------------------------ | -------- |
| 2016 | Grease:_Live | Johnny Casino and the Gamblers | 電視特輯 |

## 巡迴演唱會
- Greatest Tour Ever Tour (2015–16)

開場嘉賓
- Revival Tour (賽琳娜·戈梅茲) (2016)

## 主要獲獎及提名

### 兒童選擇獎
| 年份   | 獲提名   | 獎項         | 結果 |
| ------ | -------- | ------------ | ---- |
| 2016年 | 《DNCE》 | 最受歡迎新人 | 提名 |

### 迪士尼電台音樂獎
| 年份   | 獲提名                | 獎項           | 結果 |
| ------ | --------------------- | -------------- | ---- |
| 2016年 | 《DNCE》              | 最受歡迎新人   | 提名 |
| 2016年 | 《Cake by the Ocean》 | 最適合對嘴歌曲 | 提名 |
| 2016年 | 《Cake by the Ocean》 | 最夯歌曲       | 提名 |

### MTV音樂錄影帶大獎
| 年份   | 獲提名   | 獎項     | 結果 |
| ------ | -------- | -------- | ---- |
| 2016年 | 《DNCE》 | 最佳新人 | 獲獎 |

### MTV歐洲音樂大獎
| 年份   | 獲提名   | 獎項       | 結果 |
| ------ | -------- | ---------- | ---- |
| 2016年 | 《DNCE》 | 最佳新人   | 提名 |
| 2016年 | 《DNCE》 | 最推崇藝人 | 獲獎 |

### MTV日本音樂錄影帶大獎
| 年份   | 獲提名   | 獎項         | 結果 |
| ------ | -------- | ------------ | ---- |
| 2016年 | 《DNCE》 | 最佳國際新人 | 獲獎 |